# Акчадам
Акчадам, Улукьой или Лулукьой (на турски: Akçadam) е село в Източна Тракия, Турция, Вилает Одрин. Околия Мерич.

## География
Селото се намира на 17 км северно от Мерич.

## История
В XIX век Лулукьой е гръцко село в Узункьоприйска кааза в Одринския вилает на Османската империя. Според „Етнография на вилаетите Адрианопол, Монастир и Салоника“, издадена в Константинопол в 1878 година и отразяваща статистиката на населението от 1873 година, Лулукьой (Louloukeui) има 50 домакинства и 214 жители гърци.
Според статистиката на професор Любомир Милетич в 1913 година в Улукьой живеят 50 гръцки семейства.